# Аль-Рубаи, Мухаммед
Мухаммед Салим Месбах аль-Рубаи (араб. محمد سالم مصباح الربيعي‎; род. 26 апреля 1990, Катар) — катарский футболист, защитник клуба «Катар СК».

## Клубная карьера
Является воспитанником футбольного клуба «Катар СК». В 2011 году подписал с ним первый профессиональный контракт. Дебютировал в чемпионате Катара 30 сентября в игре с «Аль-Харитиятом». Аль-Рубаи вышел в стартовом составе и на 85-й минуте отметился жёлтой карточкой. «Катар СК» победил соперника, благодаря хет-трику Себастьяна Сории.
В 2014 году вместе с клубом стал обладателем кубка звёзд. В финальном матче «Катар СК» со счётом 3:2 переиграл «Аль-Садд».
По итогам сезона 2015/16 «Катар СК» занял предпоследнее место в турнирной таблице и отправился во второй дивизион. Аль-Рубаи не покинул команду и вместе с ней уже в следующем сезоне вернулся в Старс-лигу, заняв второе место. В стыковом матче с «Аль-Шаханией», состоявшемся 19 апреля 2017 года, «Катар СК» забил на 67-й минуте единственный гол. В конце игры в компенсированное время на поле случилась потасовка между игроками команды, в результате которой аль-Рубаи и Али Буджалуф были удалены с поля.

## Достижения
«Катар СК»
- Обладатель Кубка звёзд: 2013/14
- Серебряный призёр второго дивизиона: 2016/17